# جاك سبيك
جاك سبيك (بالفرنسية: Jacques Speck)‏ هو لاعب كرة قدم لوكسمبورغي، ولد في 5 نوفمبر 1931.

## وصلات خارجية
- جاك سبيك على موقع قاعدة بيانات كرة القدم.إي يو (الإنجليزية)
- جاك سبيك على موقع أوليمبيديا (الإنجليزية)